# Roemenië op het Eurovisiesongfestival 2005
Roemenië nam deel aan het Eurovisiesongfestival 2005 in Kiev, Oekraïne. Het was de 7de deelname van het land op het Eurovisiesongfestival. De nationale finale, Selecţia Naţională genoemd. De TVR was verantwoordelijk voor de Roemeense bijdrage voor de editie van 2005.

## Selectieprocedure
| №  | Artiest                  | Lied                    | Punten | Plaats |
| -- | ------------------------ | ----------------------- | ------ | ------ |
| 1  | June                     | "Come into My Life"     | 58     | 11     |
| 2  | Nico & Mihai Trăistariu  | "All The Time"          | 174    | 3      |
| 3  | Maria Magdalena Dănăilă  | "Learn to Say Gooodbye" | 93     | 8      |
| 4  | JukeBox                  | "Lonely in Heaven"      | 116    | 6      |
| 5  | Centru' Civic            | "Living For Today"      | 83     | 9      |
| 6  | Shake                    | "You're Right"          | 39     | 12     |
| 7  | Academica                | "Heading For Glory"     | 81     | 10     |
| 8  | Loredana Groza           | "Le Le"                 | 201    | 2      |
| 9  | Luminiţa Anghel & Sistem | "Let Me Try"            | 206    | 1      |
| 10 | De La Vegas              | "Zi și noapte"          | 94     | 7      |
| 11 | Pops                     | "I Need You So"         | 122    | 5      |
| 12 | Mandinga                 | "Soarele meu"           | 138    | 4      |

## In Kiev
In Turkije moest Roemenië aantreden als 14de in de halve finale, net na Noorwegen en voor Hongarije. Op het einde van de puntentelling bleek dat ze op een 1ste plaats waren geëindigd, met 235 punten. Dit was natuurlijk voldoende om de finale te bereiken.
Ze ontvingen in totaal 6 keer het maximum van de punten.
België en Nederland hadden beiden 8 punten over voor deze inzending.

In de finale moest men aantreden als 4de net na Malta en voor Noorwegen. Op het einde van de avond bleken ze op een 3de plaats te zijn geëindigd met 158 punten. Dit is, samen met 2010, hun beste resultaat op het festival.
Men ontving 3 keer het maximum van de punten.
België en Nederland hadden respectievelijk 7 en 3 punten over voor deze inzending.

### Gekregen punten

#### Halve Finale
| 12 punten                                                                                       | 10 punten                         | 8 punten                                                     | 7 punten                                                | 6 punten                                  |
| ----------------------------------------------------------------------------------------------- | --------------------------------- | ------------------------------------------------------------ | ------------------------------------------------------- | ----------------------------------------- |
| - Cyprus - Griekenland - Hongarije - Israël - Moldavië - Spanje                                 | - Malta - Oostenrijk - Portugal   | - België - Ierland - Nederland - Polen - Verenigd Koninkrijk | - Denemarken - Duitsland - Monaco - Noorwegen - Turkije | - Frankrijk                               |
| 5 punten                                                                                        | 4 punten                          | 3 punten                                                     | 2 punten                                                | 1 punt                                    |
| - Bosnië en Herzegovina - Bulgarije - Noord-Macedonië - IJsland - Servië en Montenegro - Zweden | - Andorra - Finland - Zwitserland | - Rusland - Wit-Rusland                                      |                                                         | - Estland - Kroatië - Oekraïne - Slovenië |

#### Finale
| 12 punten                                               | 10 punten          | 8 punten                                        | 7 punten                                           | 6 punten                 |
| ------------------------------------------------------- | ------------------ | ----------------------------------------------- | -------------------------------------------------- | ------------------------ |
| - Israël - Portugal - Spanje                            | - Hongarije        | - Bulgarije - Cyprus                            | - Andorra - België - Malta - Moldavië - Polen      | - Noorwegen - Oostenrijk |
| 5 punten                                                | 4 punten           | 3 punten                                        | 2 punten                                           | 1 punt                   |
| - Albanië - Frankrijk - Griekenland - Ierland - IJsland | - Monaco - Turkije | - Denemarken - Nederland - Servië en Montenegro | - Bosnië en Herzegovina - Noord-Macedonië - Zweden | - Wit-Rusland            |

### Punten gegeven door Roemenië

#### Halve finale
Punten gegeven in de halve finale:
| 12 punten | Moldavië        |
| 10 punten | Hongarije       |
| 8 punten  | Israël          |
| 7 punten  | Noorwegen       |
| 6 punten  | Kroatië         |
| 5 punten  | Ierland         |
| 4 punten  | Noord-Macedonië |
| 3 punten  | Denemarken      |
| 2 punten  | Zwitserland     |
| 1 punt    | Nederland       |

#### Finale
Punten gegeven in de finale:
| 12 punten | Moldavië             |
| 10 punten | Griekenland          |
| 8 punten  | Hongarije            |
| 7 punten  | Israël               |
| 6 punten  | Servië en Montenegro |
| 5 punten  | Kroatië              |
| 4 punten  | Denemarken           |
| 3 punten  | Turkije              |
| 2 punten  | Malta                |
| 1 punt    | Cyprus               |

1994 · 1995-1997 · 1998 · 1999 · 2000 · 2001 · 2002 · 2003 · 2004 · 2005 · 2006 · 2007 · 2008 · 2009 · 2010 · 2011 · 2012 · 2013 · 2014 · 2015 · 2016 · 2017 · 2018 · 2019 · 2020 · 2021 · 2022 · 2023 · 2024-2025